# 季庭璋
季庭璋，元朝将领，莒州人，父亲千户季智仙。
季庭璋跟随元军围襄阳，击败南宋援兵，授敦武校尉、右卫亲军百户。至元十三年（1276年），巡哨高邮、宝应县，有功，进升为忠显校尉、侍卫亲军总把。南宋灭亡后，赐银符，进升为忠翊校尉。至元十五年（1278年），跟随元军北征，擢升为汉军都元帅府都镇抚。率所部驻守和林成阔阔之地，宗王伯木儿赐给他牛羊。至元十八年（1281年），擢升为武略将军、管军千户。至元二十六年（1289年），元世祖亲征乃颜，命左丞李庭推举精于韬略之人，季庭璋应选，驰驿至军中。至元二十七年（1290年），还军，换金符，进升为武德将军、右卫亲军千户。去世后，子季珍袭父职。